# Cteniscus xanthostoma
Cteniscus xanthostoma är en stekelart som beskrevs av Rudow 1883. Cteniscus xanthostoma ingår i släktet Cteniscus och familjen brokparasitsteklar. Inga underarter finns listade i Catalogue of Life.